# Klein-Flugzeugträger
Klein-Flugzeugträger (KFT) (1942) là một phiên bản tàu sân bay mini của hải quân Đức trong thế chiến 2, nhằm đưa ra một lực lượng có thể cân bằng với hải quân hoàng gia Anh.

## Lịch sử
Ngày 27 tháng 11 năm 1942, tiến sĩ Heinrich Dräger đã trình lên bộ chỉ huy của hải quân Đức Quốc xã một bản thiết kế tàu sân bay loại nhỏ. Nó dùng để tăng cường sức mạnh hải quân Đức trước hải quân Anh, do các tàu ngầm U-boat của Đức đã bắt đầu gặp khó khăn trong việc kiểm soát các vùng biển, chiến thuật "đàn sói" đã bị bắt bài.
Hai ngày sau, Ing. Gerloff đã thuyết trình về thiết kế cho tàu sân bay loại nhỏ này, và nhấn mạnh rằng nó có thể được đóng dễ dàng với số lượng lớn. Tuy nhiên phía hải quân không mấy mặn mà với đề án này. Nó được chuyển qua cho các chỉ huy của không quân Đức (nhưng nhiều tài liệu lại cho rằng có khả năng đề án bị "ỉm đi" mà không được trình lên cho không quân).
Tới tận tháng 8 năm 1943, không quân mới chính thức từ chối và chuyển lại cho hải quân. Đến ngày 11 tháng 10 năm 1943, thiết kế cũng bị hải quân từ chối hoàn toàn. Dự án bị hủy bỏ.

## Chế tạo
Các nhà máy đóng tàu loại vừa và nhỏ cũng có thể đóng con tàu này, vì thế, mẫu tàu sân bay này được kỳ vọng là có thể sản xuất hàng loạt. Tuy nhiên, các nhà máy đóng tàu tại Đức đều đang ưu tiên cho tàu ngầm U-boat nên tiến sĩ Dräger - tác giả bản thiết kế - có ý định rằng là sẽ đóng các tàu này ở các nhà máy ở nước ngoài (tại các vùng chiếm đóng). Ông hy vọng sẽ có tầm trên 100 chiếc được đóng vào cuối 1943, đầu 1944.
Các tàu chiến này có thể hoạt động đơn lẻ hoặc theo nhóm (được đề nghị là theo nhóm, thậm chí là nhóm lớn với trên 20 tàu). Tiến sĩ Dräger đã đưa ra một bản đồ với 7 nhóm lớn chiến đấu khắp các vùng biển (bao gồm cả Ấn Độ Dương và các vùng biển gần lục địa Bắc Mỹ).

## Thông số[2]
- Dài (toàn bộ): 106,1 m
- Dài (mặt nước): 96 m
- Rộng: 13,5–14 m
- Mớn nước: 4m
- Trọng lượng: ~3500 tấn
- Vận tốc cực đại: 19 hải lý/giờ
- Tầm hoạt động: 14 200 hải lý (ở vận tốc 9 hải lý/giờ) hoặc 4 000 hải lý (ở vận tốc 19 hải lý/giờ)
- Thủy thủ đoàn: 80 + phi công
- Máy bay:

3 tiêm kích Me-109 T  (2 trong khoang chứa và 1 sẵn sàng trên sàn bay)
4 máy bay phóng ngư lôi/thả bom Ju-87 D-4
- Thông tin thêm: có 3 thang máy nâng máy bay, 1 máy phóng ở mũi tàu. Không có "đảo" (tháp chỉ huy thường có trên các tàu sân bay).